# Bayeux (ort)
Bayeux är en ort i Brasilien.   Den ligger i kommunen Bayeux och delstaten Paraíba, i den östra delen av landet, 1 700 kilometer nordost om huvudstaden Brasília. Bayeux ligger 12 meter över havet och antalet invånare är 91 056.
Terrängen runt Bayeux är platt. Runt Bayeux är det mycket tätbefolkat, med 3 022 invånare per kvadratkilometer.. Närmaste större samhälle är João Pessoa, 7,7 kilometer öster om Bayeux. 
Runt Bayeux är det i huvudsak tätbebyggt.